# Unterzwieselau
Unterzwieselau ist ein Ortsteil der Gemeinde Lindberg im niederbayerischen Landkreis Regen.

## Lage
Das Kirchdorf Unterzwieselau liegt etwa 1,5 Kilometer südöstlich von Lindberg etwas nordwestlich von Oberzwieselau.

## Geschichte
Die Zwieselauer Glashütte, die 1450 erstmals erwähnt wurde, war eine der ältesten im Bayerischen Wald. Diese Urhütte stand im heutigen Unterzwieselau und wurde 1568 von Joachim Poschinger erworben. Die Hütte produzierte Spiegel, und Poschinger erweiterte das Sortiment um Tafel-, Augen- und Hohlglas. 1587 wurde das Hüttengut aufgeteilt: Paulus Poschinger, der ältere Sohn Joachims, erhielt Unterzwieselau, Hans, der jüngere Oberzwieselau samt einer neuen Glashütte. Am 15. Mai 1604 verkaufte Paulus Poschinger den Unterzwieselauer Besitz an seinen Vetter Adam Jungmaier und erwarb stattdessen ein Jahr später das Glashüttengut Frauenau.
Am 20. November 1640 veräußerte Adam Jungmaiers Witwe Brigitte die Glashütte und den dazugehörigen Wald an ihren Schwiegersohn Hans Preißler auf Oberzwieselau und die landwirtschaftlich genutzten Flächen an den Bauern Hans Geiger aus Lindberg. Damit waren die Glashüttengüter Ober- und Unterzwieselau wieder vereinigt. Da die Hütte in Unterzwieselau arg heruntergekommen war, betrieb sie Hans Preißler nicht mehr.
Nach Preißler waren die Poschinger, dann die Hilz und seit 1810 wieder die Poschinger im Besitz des Gutes. Bei dessen Teilung 1855/1856 in die Erbgüter Oberzwieselau und Hilzenhütte (heute Buchenau) kam Unterzwieselau zum Erbgut Oberzwieselau.
Unterzwieselau bildete eine eigene Obmannschaft im Landgericht Zwiesel, die 1809 als Hauptmannschaft bezeichnet wurde und kam bei der Gemeindebildung 1821 zur Gemeinde Lindberg. Seelsorglich gehört Unterzwieselau zur Pfarrei Zwiesel. 1925 wurde eine Schulkapelle erbaut, die jetzige Filialkirche Heilige Familie. 1954 kam ein eigener Friedhof dazu, 1961 ein Leichenhaus. 1981 wurde die Schule in Unterzwieselau aufgelöst.

## Sehenswürdigkeiten
- Filialkirche Heilige Familie. Sie wurde 1925 als Schulkapelle erbaut und am 26. September 1926 geweiht. Der Altar ist eine Stiftung des Grafen Mellin von Oberzwieselau, die beiden Seitenfiguren Maximilian und Theresia sind Arbeiten aus der einstigen Zwieseler Holzfachschule.

## Vereine
- Dorfgemeinschaft Unterzwieselau